# Christiane Ohaus
Christiane Ohaus (* 1959 in Osnabrück) ist eine deutsche Hörspielregisseurin und Autorin.

## Leben
Christiane Ohaus wurde 1959 in Osnabrück geboren. Nach dem Abitur studierte sie Philosophie und Literaturwissenschaften an der Universität Tübingen und der Freien Universität Berlin. Beim Rundfunksender RIAS Berlin absolvierte Ohaus ein Hörspiel-Volontariat. Nach 1985 arbeitete sie als freie Autorin und Regisseurin im Hörspielsektor. Radio Bremen stellte sie 1993 als feste Regisseurin ein. Dort und bei anderen Sendern sowie rein kommerziellen Projekten hat Ohaus bei rund 100 Hörspielen Regie geführt, so zum Beispiel bei der bekannten Radio-Tatort-Reihe.

## Hörspiele und Features
Regie
- 1986: Erman Okay: Vogelfrei. 13 Min., RIAS
- 1989: Yoseph Bar-Yoseph: Schwierige Leute. 75 Min., RIAS
- 1990: Daniil Granin:  Trampelpfad. 61 Min., RIAS
- 1990: Günter Borrmann/Dörte Stölting: Lohn der Mühe. 49 Min., RIAS
- 1991: Jacques Roubaud: Die Krise des Theaters. 38 Min., SR
- 1991: Burghard Schlicht: Der Marmorblock. 65 Min., SR
- 1991: Christoph Twickel: Die Vulkanisten. 50 Min., SR
- 1992: Mirko Bonné: Roberta von Ampel. 82 Min., RB
- 1992: Gerhard Kelling: Unter der Autobahn. 61 Min., MDR
- 1992: Alena Wagnerová: Tagebuch einer heimlichen Symmetrie. 59 Min., SR
- 1993: Kai Buchholz: Das debile Dorf. 55 Min., SR/RB
- 1993: Michael Gaida: Geometrie der Zufälle. 60 Min., RB/RIAS
- 1993: Dietmar Guth: Dressur. 13 Min., BR
- 1993: Abraham B. Jehoshua:  Frühsommer 1970. 90 Min., RIAS
- 1993: Jörg Klein: Eins zu Eins. 61 Min., RB
- 1993: Carsten Klook: Die Reise nach Worpswede. 19 Min., RB
- 1993: Agnieszka Lessmann: Im Laufe des Jahres. 13 Min., RB
- 1993: Christine Wunnicke: Die süße Lucie. 34 Min., RB
- 1994: Daniel Cil Brecher:  Erscheinungen und Dinge an sich. 50 Min., SR
- 1994: Karl-Heinz Bölling: Der Panzer, die Oma und das Riesenschaf. 44 Min., RB
- 1994: Karl Heinz Bölling: Der Kasten Bier. 23 Min., RB
- 1994: Wolf Eismann: Das Auge im Spiegel. 17 Min., RB
- 1994: Manfredos Mana: Die Kreislauf-Saga. 20 Min., RB
- 1994: Mike Markart: Die Anstalt. 37 Min., RB
- 1994: Dieter Philippi:  Einzig Erstaunliche an einem sanften Sommerabend. 71 Min., RB/SR
- 1994: Maria Seidemann: Robin Hood. 105 Min., RB/NDR
- 1994: Dirk Spelsberg: Listen to me. 65 Min., RB
- 1995: Dietmar Guth: Alte Geschichten – Ein Kammerspiel. 82 Min, RB
- 1995: Franziska Kusch: Das Radio. 14 Min., RB
- 1995: Irina Liebmann: Poem für Jakob Wassermann. 61 Min., SR/DLR
- 1995: Dieter Philippi: Die Fernzüge. 94 Min., RB/SR
- 1995: Ingrid Terkelsen: Treffen. 11 Min., RB
- 1996: Lloyd Alexander:  Lukas-Kasha. 109 Min., RB/BR
- 1996: Giorgio Gaber: Der Graue Gast. 111 Min., RB
- 1996: Yasmina Reza: Kunst. 83 Min., RB
- 1996: Dejan Sorak: Das Reptilienhaus. 51 Min., SR/DLR
- 1997: Michael Dillinger: Marthas Schlüssel. 45 Min., SR
- 1997: Dietmar Guth: Wie beim Sprechen. 104 Min., RB
- 1997: Markus R. Heidmeier: Rache. 34 Min., RB
- 1997: Edmond Jabès: Die vier Horizonte der Wüste. 95 Min., RB
- 1997: Irmgard Maenner: Mathilde. 14 Min., RB
- 1997: Jost Nickel: Der tödliche Rasierspiegel – Acht perfekte seltsame Morde. 116 Min., RB/SFB-ORB
- 1997: Dorothy Parker:  Du warst ganz und gar in Ordnung. 20 Min., RB
- 1998: Robert Bober: Was gibt's Neues vom Krieg? – Vichy Fiction – Frankreich 1940-44. 73 Min., SR/RB/DLR
- 1998: Karl Heinz Bölling: Wo bin ich? 47 Min., NDR
- 1998: Karl Heinz Bölling: Das Appartement. 28 Min., RB
- 1998: Christina Calvo: Geh nicht auf den Eulenhügel. 54 Min., RB
- 1998: Anna Eleny:  Eiszeit. 20 Min., RB
- 1998: Irmgard Maenner: Staub. 19 Min., RB/SDR
- 1998: Christine Mayer: Geh nicht auf den Eulenhügel. RB
- 1999: Arkadij Bartov: Sprechakte 1 + 2. RB/DLR
- 1999: Ricarda Bethke: Catter (Hörspiel – DKultur)
- 2000: Charles Dickens: Der Raritätenladen. RB
- 2001: Steffen Thiemann: Nichtschwimmercafé (Hörspiel – NDR)
- 2001: Klaus Obermaier: D.A.V.E. SR/RB/DLR
- 2002: Hermann Hesse: Der Steppenwolf. HR/RB
- 2002: Lisa Tetzner: Die schwarzen Brüder (Ein- und zweiteilige Fassung) Hörspielbearbeitung, Kinderhörspiel – RB/NDR/BR
- 2003: Irmgard Maenner/Jeannette Witte: Bitte achten Sie nicht auf mein Lächeln, (Feature – DLR Berlin/RB)
- 2004: Inga Ābele: Stechgras. RB
- 2004: Boris Vian: Das rote Gras, DLR Berlin/NDR
- 2004: Charlotte Brontë: Jane Eyre. 235 Minuten, SR/DLR/NDR/RB
- 2005: Gustave Flaubert: Madame Bovary. HR/RB/DLR
- 2005: Sibylle Lewitscharoff: 81 DKultur/RB
- 2005: Maja Das Gupta: Zappen. RB
- 2006: Arkadij Bartov: Die Kostbarkeiten des Sternenhimmels. RB
- 2006: Friedrich Christian Delius: Die Minute mit Paul McCartney (Hörspiel – RB/WDR)
- 2006: Ludwig Fels: Hello, I’m Glen Sherley (Hörspiel – RB)
- 2007: Neil Gaiman: Die Wölfe in den Wänden. RB/Kulturkontor
- 2008: Dietmar Guth: Das leise Pochen im Herzen der Ameise. RB
- 2008: John von Düffel: Schrei der Gänse. (Radio-Tatort – RB)
- 2008: Jan Philipp Reemtsma: Holunderblüte – Ein möglicher Arno-Schmidt-Monolog RB/SR
- 2009: John von Düffel: Die Unsichtbare (Radio-Tatort – RB)
- 2009: Patricia Görg: Vater, Mutter, Zuckerstreuer – DLR/RB/HR
- 2009: Sybille Hein: Prinzessin Knöpchen – (Kinderhörspiel (2 Teile) – RB)
- 2010: John von Düffel: Das fünfte Gebot. (Radio-Tatort – RB)
- 2011: John von Düffel: Wer sich umdreht oder lacht … (Radio-Tatort – RB)
- 2012: John von Drüffel: Ein klarer Fall. (Radio-Tatort – RB)
- 2013: Hans Magnus Enzensberger: Album (2 Teile); RB/DKultur.
- 2013: Tzimon Barto: Dots Fahrt im Leichenwagen (Hörspiel – NDR)
- 2013: Emile Zola: Das Geld (Hörspiel (3 Teile) – RB/NDR/SR/DKultur)
- 2013: Dorothee Schmitz-Köster: Der Weinberg des neuen Herrn (Wie ein Siebenbürger Sachse auf altem Königsboden investiert) (Feature – RB/DKultur-NDR)
- 2014: Erich Maria Remarque: Im Westen nichts Neues (Hörspiel – RB)
- 2014: John von Düffel: Die Katze des Libanesen, (Radio-Tatort – RB)
- 2015: John von Düffel: Die Toten ruhen (Radio-Tatort – RB)

2018: Leon de Winter: Geronimo (Radio- und Podcastserie (4 Teile) – NDR)